# Leigh Harline
Leigh Adrian Harline (26 de março de 1907 — 10 de dezembro de 1969) foi um compositor americano. Ele era conhecido por sua "sofisticação musical que era exclusivamente" dele e "tecendo tapeçarias ricas de sublinhados e escrevendo melodias memoráveis para curtas e longas de animação."

## Biografia
Leigh Harline nasceu em Salt Lake City, Utah. O filho mais novo de 13 crianças do soldado Carl Harlin e sua esposa Johanna Maltida. Seus pais vieram da aldeia de Härfsta na Simtuna paróquia, Suécia. Juntaram-se a Igreja de Jesus Cristo dos Santos dos Últimos Dias em 1888 e se mudou para Salt Lake City, Utah, em 1891. Nos EUA mudaram seu sobrenome para Harline. Leigh foi batizado como membro da Igreja aos oito anos.
Harline se formou na Universidade de Utah e estudou piano e órgão com Mormon Tabernacle e o maestro J. Spencer Cornwall. Em 1928, ele se mudou para a Califórnia para trabalhar em estações de rádio em San Francisco e Los Angeles como um compositor, maestro, arranjador, instrumentista, cantor e apresentador. Em 1931, ele forneceu a música para a primeira transmissão de rádio transcontinental a partir da Costa Oeste. Ele foi então contratado pelo Walt Disney, para quem ele escreveu mais de 50 músicas, incluindo para a série de desenhos animados Silly Symphonies na década de 1930.
Harline, Frank Churchill, Paul Smith e Larry Morey compuseram para o primeiro longa-metragem animado da Disney, Branca de Neve e os Sete Anões (1937). Branca de Neve contêm várias canções clássicas, incluindo "I'm Wishing", "Whistle While You Work", "Heigh-Ho" e "Someday My Prince Will Come."
Seu próximo trabalho na Disney foi em Pinóquio em 1940. O filme venceu o Oscar de melhor trilha sonora original e melhor canção original por When You Wish Upon a Star. 
Harline deixou a Disney em 1941 para trabalhar em outros estúdios. Outros créditos incluem:  Road to Utopia (1945), Mr. Blandings Builds His Dream House (1948), The Desert Rats (1953), The Enemy Below (1957), Ten North Frederick (1958), Warlock (1959), The Wonderful World of the Brothers Grimm (1962), e 7 Faces of Dr. Lao (1964).
Ele morreu de complicações de um câncer na garganta em 10 de dezembro de 1969, em Long Beach, Califórnia, e está enterrado no Valhalla Memorial Park Cemetery.